# Ander Capa Rodríguez
Ander Capa Rodríguez (Portugalete, 8 de febrer de 1992) és un futbolista basc que juga com a lateral o extrem.

## Carrera esportiva
Capa va néixer a Portugalete, Biscaia. Va jugar en la seva etapa juvenil amb el club local SD Eibar, i la temporada 2011-12 va debutar amb l'Eibar B a tercera divisió.
El juliol de 2012 Capa va ser ascendit al primer equip, després d'haver-hi aparegut una vegada a la campanya 2011-12. La temporada següent va jugar 24 partits i va marcar cinc gols, i l'Eibar va tornar a la segona divisió després d'una absència de quatre anys.
El 18 d'agost Capa va jugar el seu primer partit com a professional, en una victòria com a visitant per 2-1 contra el Real Jaén. Va marcar el seu primer gol com a professional el 28 de setembre, en un partit que el seu equip va perdre per 2-3 contra l'Sporting de Gijón.
Capa va jugar 31 partits la temporada 2013-14, en què marcà dos gols i l'equip assolí l'ascens a la primera divisió per primer cop en la seva història.
El 24 d'agost de 2014 va debutar com a titular a Primera Divisió, en una victòria per 1-0 davant la Reial Societat. Va finalitzar la temporada amb 34 partits de Lliga i dos de Copa, marcant tres gols. Durant la temporada 2015-16, amb l'arribada de José Luis Mendilibar, es va establir com a lateral dret titular de l'equip. Va acabar la temporada disputant 36 partits de Lliga i un de Copa, marcant dos gols. La temporada 2016-17, assentat com a lateral dret, va disputar 31 partits de Lliga i 6 de Copa.

### Athletic Club
L'1 de setembre de 2017 es va anunciar el seu fitxatge per l'Athletic Club, a canvi de tres milions d'euros, que seria efectiu a partir de l'1 de juliol de 2018. Així, el jugador complia el somni de fitxar pel club del qual és soci. Va marcar el seu primer gol el 10 de novembre de 2019, marcant el de la victòria per 2-1 en els últims minuts del partit a casa contra el Llevant UE mitjançant una volea des de fora de l'àrea; també va proporcionar l'assistència per a l'empat d'Iker Muniain en el mateix partit.
Després d'haver estat titular habitual, Capa només va fer una aparició competitiva a la campanya 2021-22 sota la direcció de l'entrenador Marcelino García Toral, i que va consistir en només uns minuts com a substitut tardà. Posteriorment, va ser molt crític amb Marcelino, i sense haver arribat a un acord sobre un nou contracte –fins i tot després que les negociacions es reprenguessin quan Jon Uriarte va ser elegit nou president i Ernesto Valverde va ser el nou entrenador–, semblava disposat a deixar el club. Tanmateix, finalment es va arribar a un nou acord el juliol de 2022, amb el jugador que va romandre a l'San Mamés almenys una temporada més i, potencialment, una segona si s'aconseguien els objectius.

### Llevant
El 15 d'agost de 2023, Capa va signar un contracte d'un any amb el Llevant UE a la segona divisió.